# 昭和村 (福島縣)
昭和村（日语：／ Shōwa mura */?）是位于福島縣大沼郡的一村。

## 历史
- 1889年4月1日－町村制實施，野尻村、大芦村誕生。
- 1927年11月23日－野尻村、大芦村合併為昭和村。